# بی‌مصرف‌ها ۳
بی‌مصرف‌ها ۳ (به انگلیسی: The Expendables 3) یک فیلم اکشن آمریکایی محصول سال ۲۰۱۴ به کارگردانی پاتریک هیوز و نویسندگی کرایتون روتنبرگر، کاترین بندیکت و سیلوستر استالونه است.
این سومین قسمت از سری فیلم‌های بی‌مصرف‌ها و دنباله‌ای بر بی‌مصرف‌ها ۲ (۲۰۱۲) محسوب می‌شود. در این فیلم گروهی از بازیگران از جمله سیلوستر استالونه، جیسون استاتهام، آنتونیو باندراس، جت لی، وسلی اسنایپس، دولف لاندگرن، کلسی گرامر، رندی کوچار، تری کروس، کلان لوتز، روندا روسی، گلن پاول، ویکتور اورتیز، مل گیبسون، هریسون فورد و آرنولد شوارتزنگر حضور دارند.

## خلاصه داستان
داستان فیلم دربارهٔ رویارویی گروه بی‌مصرف‌ها به رهبری بارنی راس(سیلوستر استالونه) با بنیان‌گذار و رهبر اصلی گروه بی‌مصرف‌ها، به نام کنراد استونبنکس (مل گیبسون) است. در گذشته بارنی مجبور شد استونبنکس را بخاطر فعالیت‌های ظالمانه اش نابود کند ولی غافل از اینکه استونبنکس جان سالم به در برده و این بار آمده تا گروهی که خودش آن را بنیان نهاده بود (یعنی بی‌مصرف‌ها) را نابود کند.

## بازیگران

- سیلوستر استالونه در نقش بارنی راس:رهبر گروه بی‌مصرف‌ها
- جیسون استاتهام در نقش لی کریسمس: چاقوکش گروه بی‌مصرف‌ها
- آنتونیو باندراس در نقش گالگو: عضو سابق ارتش اسپانیا
- جت لی در نقش یین یانگ :متخصص نبرد تن به تن و عضو سابق گروه بی‌مصرف‌ها
- وسلی اسنایپس در نقش دکتر مرگ: پزشک سابق و از اعضای گروه اصلی بی‌مصرف‌ها
- دولف لاندگرن در نقش گانر جنسن: از اعضای تیم
- کلسی گرمر در نقش بناپارت: مزدور بازنشسته و متحد بی‌مصرف‌ها
- رندی کوچار در نقش تول رود: تخریب چی تیم
- تری کروس در نقش هیل سیزار: متخصص اسلحه تیم
- کلان لاتز در نقش جان اسمایلی: عضو سابق نیروی دریایی و عضو جدید گروه
- روندا راسی در نقش لونا: ورزشکار- مسئول حراست بار - عضو جدید گروه
- گلن پاول در نقش ثورن: هکر ماهر و عضو جدید گروه
- ویکتور ارتیز در نقش مارس: تیرانداز ماهر و عضو جدید گروه
- رابرت داوی در نقش گوران وتا: سردستهٔ مافیای آلبانیایی
- مل گیبسون در نقش کنراد استونبنکس: بنیان‌گذار گروه بی‌مصرف‌ها و دلال سلاح
- هریسون فورد در نقش مکس درامر: عضو سیا و مدیر مأموریت‌های گروه
- آرنولد شوارتزنگر در نقش ترنچ موزر: هم تیمی (و گاهی رقیب) سابق بارنی

## ساخت
فیلم‌برداری در ۱۹ اوت ۲۰۱۳ و در استودیویی در بلغارستان شروع شد. در سپتامبر ۲۰۱۳ طی مصاحبه‌ای اعلام شد که جیسون استاتهام در هنگام فیلمبرداری و در زمانی که در حال رانندگی با یک کامیون بوده، به دلیل نقص سیستم ترمز به همراه کامیون به دریا سقوط می‌کند که از این حادثه نجات یافت.

## انتشار غیرقانونی
نسخه لیک شده فیلم «بی‌مصرف‌ها ۳» با کیفیت DVDScr در روز ۲۵ ژوئیه در سایت‌های تورنت آپلود شد و در مدت ۲۴ ساعت بیش ۱۸۹ هزار بار دانلود شد. تخمین زده می‌شود که پس از یک هفته این آمار به بیش از ۲ میلیون بار دانلود رسیده‌است.